# Lambert (Oklahoma)
Lambert – miasto w Stanach Zjednoczonych, w stanie Oklahoma, w hrabstwie Alfalfa.